# Dão (Weinbaugebiet)

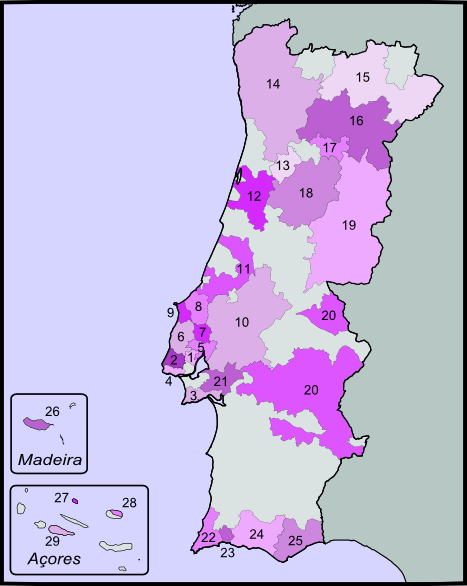
Übersichtskarte der portugiesischen Weinbaugebiete. Dão entspricht der mit der Zahl 18 markierten Region.

Dão (auch Dão DOC) ist eines der ältesten Weinanbaugebiete in Portugal mit der kontrollierten Herkunftsbezeichnung DOC (Denominação de Origem Controlada). Es liegt in der gebirgigen Beira-Region, nördlich des höchsten Gebirges Portugals, der Serra da Estrela. Die wichtigsten Rebsorten sind für Rotwein Touriga Nacional, Jaen, Alfrocheiro, Tinta Roriz (Aragonez), Rufete, für Weißwein Encruzado, Cercial und Malvasia Fina.

## Klima und Geographie
Als Teil der Serra da Estrela wird die Region von den Gebirgen Serra do Buçaco und Serra do Caramulo durchzogen, die Weingärten sind aus diesem Grund auch typischerweise in Terrassenform angelegt. Das Gebiet ist nach dem gleichnamigen Fluss Rio Dão benannt, der es durchfließt. Dão ist genau wie die Wein-Region Douro durch Gebirge nach Westen hin von atlantischen Einflüssen weitgehend abgeschirmt, so dass das Klima kontinentale beziehungsweise mediterrane Einflüsse hat. Die Winter sind regenreich und relativ rau, die Sommer heiß und trocken, der Herbst ist lang und kühl, also optimal um elegante Weine zu erzeugen. Die Reben wachsen auf Granitboden in Hochlagen. Markant an den Weinen aus dieser Region sind die Rotweine, die einen sehr kräftigen und trockenen Charakter besitzen und erst durch längere Lagerung voll zur Geltung kommen. Lediglich im Osten gibt es einige kleine Bezirke mit Schiefer, auf dem meist Weißweine angebaut werden. Diese kargen Böden lassen nur geringe Hektarerträge von 15 bis 30 Hektolitern zu, die Weine werden hierdurch sehr körperreich.

## Geschichte
Schon im 12. Jahrhundert soll hier der erste portugiesische König die Pflanzung von Weinreben angeordnet haben.